# جائزة ماليزيا الكبرى 2001
جائزة ماليزيا الكبرى 2001 (بالإنجليزية: 2001 Malaysian Grand Prix)‏ هو سباق فورمولا 1 أقيم بتاريخ 18 مارس 2001 في حلبة سيبانغ الدولية، سلاغور، ماليزيا. كان الثاني من أصل 17 في بطولة العالم لسباقات الفورمولا واحد موسم 2001. حلّ الألماني مايكل شوماخر أولا بينما جاء البرازيلي روبنز باركيلو في المركز الثاني وحصل على المركز الثالث البريطاني ديفيد كولتهارد.

## الترتيب النهائي
| الترتيب | السائق                | النقاط |
| ------- | --------------------- | ------ |
| 1       | مايكل شوماخر          | 20     |
| 2       | روبنز باركيلو         | 10     |
| 2       | ديفيد كولتهارد        | 10     |
| 4       | هاينز هارالد فرينتزين | 5      |
| 5       | نيك هيدفيلد           | 3      |
| المصدر: |                       |        |